# ノビレス

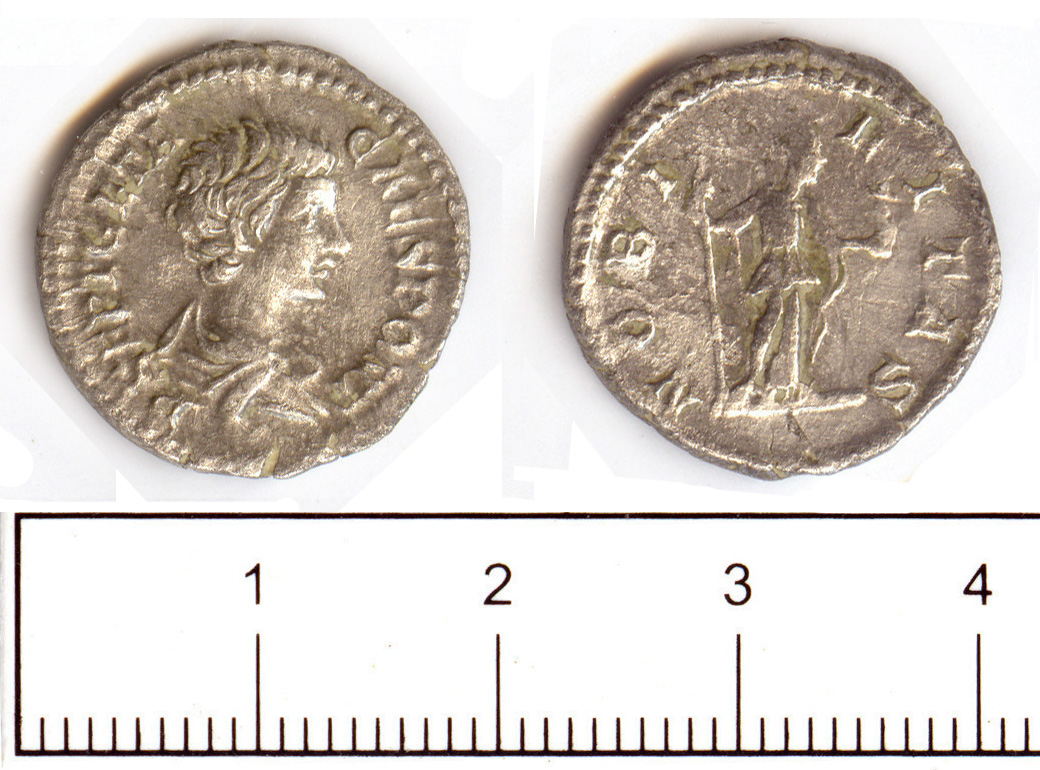
プブリウス・セプティミウス・ゲタ時代のデナリウス銀貨。裏面にNOBILITASと刻まれている

ノビレス（ラテン語: Nobiles）は、共和政ローマにおける支配者階級を構成した貴族階層。ノビリタス（ラテン語: Nobilitas）とも。従来の貴族階層パトリキと政治的発言力を強めた有力平民（プレブス）家族をあわせて構成された。日本語では、新貴族、平民貴族などと訳される。
彼らによる支配体制は「ノビリタス支配」と呼ばれるが、ノビリタスが何を指すのか、ローマ人がアバウトに使っていたこともあってハッキリと定まっておらず、先祖にコンスル（執政官）を出したコンスル級家系であるとする説や、クルリス級政務官（象牙の床几椅子に座る資格を持つアエディリス・クルリス以上）を出した家系であるとする説もある。また、彼らの力の源泉とされたパトロネジ（クリエンテス）論も過大評価として近年見直しが行われている。
エルンスト・バディアン（1925 – 2011）は、紀元前3世紀頃、この新たな支配階層が現れたとし、ノビリタスの語源である「有名なものたち」というのは、彼らが先祖の現し身としてその威光を感じさせたからだろうとしている。そのために彼らは「名が知られて」おり、受け継がれてきた家系やクリエンテスらによって、更に選挙戦を有利に戦うことができた。この用語が古代のいつ使われ出したかは不明で、マティアス・ゲルツァー（1886 – 1974）が紀元前1世紀の状況に適用される準学術的なものとして規定したとしている。

## 概要
王政から共和政へ移行した古代ローマにおいて、その統治は政務官経験者の集合として権威を有していた元老院が実質的に担っていた。その中でも、コンスル経験者の地位は高かったため、彼らが主体であったという説と、そもそもコンスルは一部の家系から出ていたため、それらの家系が主体であったという説がある。この元老院の議席は初期はパトリキと呼ばれる一部の閥族によって独占されており、このパトリキたちが伝統的貴族層としてローマを実質的に支配していた。
紀元前367年のリキニウス・セクスティウス法によって、プレブスにもコンスルへの道が拓かれた。この頃の元老院の定員は300名で終身職であったが、当時の平均寿命から計算すると、議員の自然減をパトリキのクルリス級政務官だけで埋めることは難しく、そのため恐らく紀元前4世紀の末頃から、プレブス出身の政務官にも徐々にその門が開かれていったのではないかと考えられている。こうした貴族と平民の融合によって、出自ではなく政務官としての実績が重視されるようになっていったことが、「ノビリタス支配」へとつながったのではないかと考える学者もいる。
ゲルツァーは『Die Nobilität der römischen Republik』（1912）の中で、少数のノビレスが共和政ローマを支配していたとしてそのメカニズムについて解説しており、キケロなどにノビレス、ノビリタスと呼ばれた人々を調査した結果、わずかな例外を除いて、祖先にコンスル、ディクタトル（独裁官）、準コンスル（執政武官）がいた者がそう呼ばれているとした。一方、テオドール・モムゼン（1817 - 1903）はノビレスをクルリス級家系としており、ピーター・ブラント（1917 – 2005）はこの定義を支持し、パトリキは全てノビレスとなったと主張しているが、根拠が薄いという反論がある。
有力家系であるノビレスに対して、先祖に政務官がいない家系から元老院議席を得た者は、ノウス・ホモ（新人）と呼ばれるようになる。ただしこのホモ・ノウスもあいまいでノビレスほどしっかりとした概念ではなく、議員止まりであったものと執政官級になったものを区別すべきで、エクィテス出身者だけに使われているという主張がある。
そもそもノビレスも他の元老院議員と違う特権を持っていたわけではない。キース・ホプキンス（1934 – 2004）とグラハム・バートンは、紀元前249年からの約200年間、7世代のコンスルを調査した結果、ノビレスの家系が占める割合は62％であるとした。彼らの半数は、2世代で1、2人しかコンスルを出せておらず、その権力は長続きしていない。例えばスキピオ・アフリカヌスの子のように病気でキャリアを諦めたものもいた。この数字は、ノビレスが閉鎖的な階級であったとするには低すぎると言え、氏族の入れ替わりがあったことが見て取れ、ノビレス同士の激しい競争があったと予想されている。
なお、ノビレスとなっても、プレブス系の者は平民としての権利を保持していた。具体的に言えば、平民のみで構成されたプレブス民会への参加・議決権、護民官への被選出権である。

## パトロネジの再検討
ゲルツァーは、ノビレスはパトロンとして、クリエンテスとの信義（フィデス）を通じたネットワークと、ノビレス同士のつながりによって選挙戦を勝ち抜いてきたと説明した。このパトロネジ論はロナルド・サイム（1903 - 1989）、E・バディアン、ヘルマン・シュトラスブルガー（1909 – 1985）らによって深化され、政務官選挙においてクリエンテスをどれだけ動員できるかが重要であり、それがノビリタスの力の源泉であったとされてきた。しかしながら、そこに史料の裏付けはなく、キケロの演説からは、本人ではなく家柄が良いから投票している様子が読み取れるという。これは、マックス・ヴェーバーが言うところのカリスマ的支配にも通ずるが、ローマの場合にはノビリタスは固定化した階級ではなく、常に国家への貢献を示さなければ落選もあり得たという点で異なっている。
この貢献で最も重視されたのは軍功であり、こうした功績が人々に認められた場合、その人物は圧倒的な威光（dignitas、ディグニタス）を帯びたと見なされ、支持を集めた。投票の際には、こうした本人のディグニタスと、先祖のディグニタスの積み重ねが家柄として考慮されたと考えられる。
選挙運動からも考察されている。選挙はトリブス単位で、各地にバラバラに散らばっているトリブスからローマ市へ投票しに行く必要があり、近郊であれば日帰りも可能だが、遠隔地の場合は数日がかりの泊まりがけとなったことから、35あるトリブス票に大きな影響を与える動員力があったのかどうか疑問がある。選挙のために万単位で人が集まっていたと推測されており、共和政ローマの拡張に従って、特に同盟市戦争以降はポー川以南の全自由民にローマ市民権、つまり投票権が与えられており、クリエンテスの動員による影響力は徐々に低下していったものと考えられる。キケロの『選挙運動忘備録』でも、固定票だけでなく浮動票をいかに拾い上げるかに腐心していたことが窺えるという。
こうしたことから、ノビリタスは本人、もしくは先祖の功績（ディグニタス）によって「名が知られた」人々であり、共和政ローマの伸張に伴ってパトロネジの影響力が低下していくのと入れ替わりに、パトロンとしてよりも国家への貢献をアピールすることで支配階級に収まっていたのではないかという説がある。こうした国家への貢献を、ノブレス・オブリージュのようにみなす西洋の学者もいるという。ノビレスの実態研究はグラックス兄弟の従来像の批判からも行われており、ゲルツァーの再検討によって、今ではノビレスといえども、常に実績を積み、競争に勝ち抜く必要があったことが重視されている。

## 参考資料
- E. Badian (2016年3月7日). “nobilitas”. Oxford Classical Dictionary. doi:10.1093/acrefore/9780199381135.013.4440. 2021年8月29日閲覧。
- L. A. Burckhardt (1990). “The Political Elite of the Roman Republic: Comments on Recent Discussion of the Concepts "Nobilitas and Homo Novus"”. Historia (Franz Steiner Verlag) 39 (1):  77-99. JSTOR 4436138.
- 安井萌「共和政ローマの「ノビリタス支配」－その実態理解のための一試論－」『史学雑誌』第105巻第6号、山川出版社、1996年、38-65頁。
- 砂田徹「「グラックス改革」再考」『西洋史論集』第11巻、北海道大学文学部西洋史研究室、2008年、1-26頁。